# Mariana Botas
Mariana Botas Lima (Ciudad de México, 29 de enero de 1990) es una actriz mexicana, conocida mayormente por interpretar a Martina López en Una familia de diez.

## Trayectoria
Inició su carrera a los dos años de edad participando en 75 comerciales de televisión, participó en el concurso "Miss Chiquitita" del desaparecido Sábado Gigante donde resultó ganadora, su primer protagónico fue en la telenovela infantil Una luz en el camino del año 1998 compartiendo créditos con actores como Guillermo Capetillo, Verónica Merchant, Otto Sirgo, entre otros, a esto le siguieron telenovelas como Serafín en 1999, El precio de tu amor en 2000, entre otras. Después fue la imagen de Televisa en 2001 y en el teatro destacó con su actuación, participó también en la telenovela Esperanza del corazón donde dio vida a la prejuiciosa Britney. Su personaje más conocido es "Martina López González" de Una familia de diez, producción de Jorge Ortiz de Pinedo.
Además, conduce un programa en YouTube llamado Envinadas  producido por la Empresaria y productora Mexicana Laura Aguirre, conduciendo asi junto con Daniela Luján y Jessica Segura.

## Filmografía

### Cine y televisión
| Año       | Título                                        | Papel                                | Notas         |
| --------- | --------------------------------------------- | ------------------------------------ | ------------- |
| 2025      | La casa de los famosos México                 | Concursante                          |               |
| 2024      | Top Chef VIP                                  | Participante                         | [ 10 ]        |
| 2022      | ¿Tú crees?                                    | Martina López                        | 1 episodio    |
| 2019      | Alma de ángel                                 | Marilyn                              | 1 episodio    |
| 2018–2020 | Diablero                                      | Thalía                               | 10 episodios  |
| 2013      | Estrella2                                     | Invitada                             |               |
| 2012–2017 | Como dice el dicho                            | Carolina / Florencia "Flor"          | 2 episodios   |
| 2011–2012 | Esperanza del corazón                         | Britney Figueroa Guzmán              | 142 episodios |
| 2008–2009 | La Rosa de Guadalupe                          | Camila / Azucena / Giovanna          | 4 episodios   |
| 2007      | Al diablo con los guapos                      | Chómpiras                            | 1 episodio    |
| 2007–2023 | Una familia de diez                           | Martina López González               | 136 episodios |
| 2003      | Hoy                                           | Conductora infantil                  | [ 11 ]        |
| 2002      | ¡Vivan los niños!                             | Mary Paz Mazagatos                   | 3 episodios   |
| 2002      | La familia P. Luche                           | Niña                                 | 1 episodio    |
| 2002      | Cómplices al rescate: El resumen de la semana | Ella misma                           |               |
| 2001      | Plaza Sésamo                                  | Daniela                              | 1 episodio    |
| 2001      | Atrévete a olvidarme                          | Sabina (joven)                       |               |
| 2000–2005 | Mujer, casos de la vida real                  | Varios personajes                    | 12 episodios  |
| 2000      | El precio de tu amor                          | María del Carmen "Mary" Ríos Herrera | 3 episodios   |
| 1999      | Cuento de Navidad                             | Niña ángel                           | 1 episodio    |
| 1999      | Serafín                                       | Ana                                  | 3 episodios   |
| 1998–1999 | Derbez en cuando                              | Hija / Florecita del Campo           | 3 episodios   |
| 1998      | Una luz en el camino                          | Luciana                              | 90 episodios  |

## Discografía
- Serafín - CD
- Una Luz En El Camino Soundtrack (1998)

## Premios y nominaciones

### Premios Bravo
| Año  | Categoría                | Telenovela           | Resultado |
| ---- | ------------------------ | -------------------- | --------- |
| 1999 | Mejor Actuación Infantil | Una luz en el camino | Ganadora  |